# Roland Wetzig
Roland Wetzig (n. 24 iulie 1959, Oschatz, Republica Democrată Germană, Germania) este un bober german, medaliat olimpic. A participat la 2 ediții ale Jocurilor Olimpice (1980, 1984) în care a câștigat o medalie de aur și o medalie de bronz.